# وپوسکی (دهانه)
وپوسکی یک دهانه برخوردی در ماه‌ است.